# Philippine Arena
De Philippine Arena is de grootste overdekte arena ter wereld. Het is een multifunctionele overdekte arena met een maximale zitcapaciteit van 55.000 in Ciudad de Victoria,  in Bocaue en Santa Maria, Bulacan, Filipijnen ongeveer 30 kilometers (19 mijl) ten noorden van Manilla. Het is een van de pronkstukken van de vele honderdjarige projecten van de Iglesia ni Cristo (INC) voor hun honderdjarig bestaan op 27 juli 2014. De wettelijke eigenaar van de arena is de onderwijsinstelling van het INC, New Era University. De arena werd op 27 juli 2014 officieel erkend door het Guinness World Records als het grootste gemengde overdekte theater ter wereld.

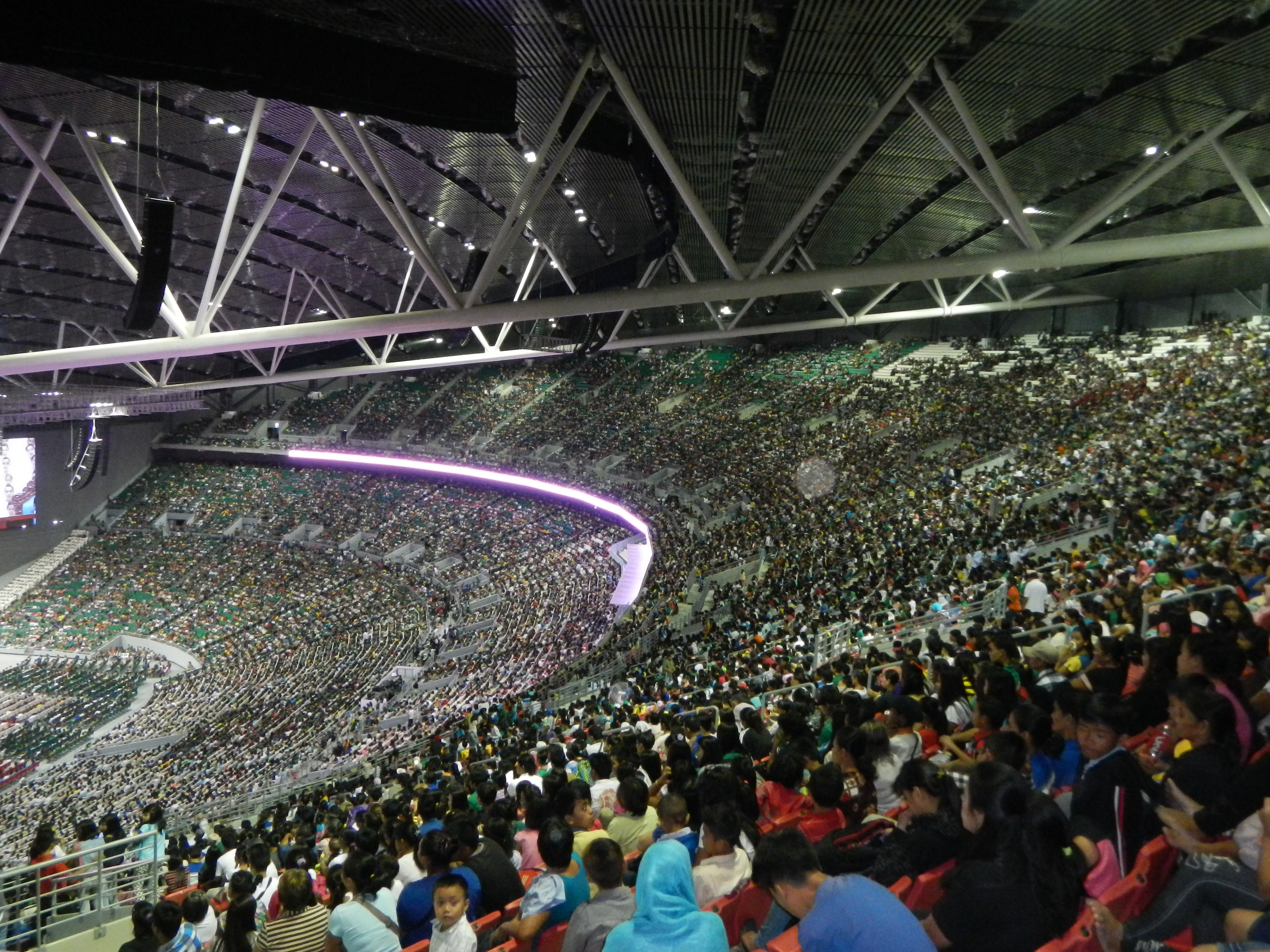
De arena binnenin tijdens een religieus evenement.

De arena wordt voor verschillende activiteiten gebruikt: er worden grote kerkelijke bijeenkomsten van de Iglesia ni Cristo (INC) gehouden en het fungeert tevens als een veelzijdige sport- en concertlocatie. In 2023 vond het Wereldkampioenschap voor basketbal plaats in de arena. 